# Thomas Mathews
Thomas Mathews (octobre 1676 – 2 octobre 1751) est un officier de marine britannique des XVIIe et XVIIIe siècles. Il sert dans la Royal Navy, et parvient au grade d'Admiral.
Mathews entre dans la marine royale anglaise en 1690 et sert à bord de plusieurs vaisseaux, notamment pendant la guerre de la Ligue d'Augsbourg et la guerre de Succession d'Espagne. Il alterne les périodes passées en mer au commandement de différents bâtiments entrecoupées par des séjours passé dans la propriété familiale de Llandaff. Il se distingue en compagnie de Sir George Byng à la bataille du cap Passaro en 1718, et reçoit le commandement de plusieurs escadres en Méditerranée et dans l'océan Indien, avant de se retirer du service actif. Il reprend du service en 1741, à la suite de l'entrée en guerre de la Grande-Bretagne au début de la guerre de Succession d'Autriche, et reçoit le commandement de la Mediterranean Fleet. Les difficultés habituelles liées aux tâches diplomatiques assignées aux officiers supérieurs étaient exacerbées par les mauvaises relations qu'il entretenait avec son commandant en second, Richard Lestock, sur qui il comptait pour conduire la flotte. Le moment charnière de sa carrière a lieu en 1744, lorsqu'il tente d'intercepter une flotte franco-espagnole à la bataille du cap Sicié. Le combat se déroule dans des circonstances confuses, avec des communications déficientes et une rupture de la chaîne de commandement. Bien qu'il ait sous ses ordres des forces supérieures en nombre, Mathews est incapable de remporter une victoire décisive, et les flottes françaises et espagnoles parviennent à s'échapper en n'ayant à déplorer la perte que d'un seul vaisseau, alors que plusieurs vaisseaux britanniques sont gravement endommagés.
Cet échec enflamme l'opinion publique britannique, et une série de procès en cour martiale et d'enquêtes publiques débouchent sont cassés. Le commandant en second de Mathews, Lestock, est acquitté, au cours du procès il rejette la responsabilité de la défaite sur l'absence de préparation de Mathews, sur son tempérament et sur le choix inapproprié du moment de l'attaque. Mathews est jugé coupable des accusations portées à son encontre, et renvoyé de la Navy. Il retourne dans sa propriété de Landaff, avant de déménager à Londres où il meurt en 1751.

## Origines familiales et jeunesse
Thomas Mathews naît à Llandaff Court, Llandaff, dans la banlieue de Cardiff au Pays de Galles. Il est le fils du colonel Edward Mathews (mort en 1700), et son grand-père maternel est Sir Thomas Armstrong (1624–1684) (qui est exécuté en 1684, pour son rôle dans le Rye House Plot). Mathews descend également du chevalier gallois Sir David ap Mathew et du roi Louis VI de France. Mathews entre dans la Navy en 1690, et servt à bord du HMS Albemarle, qui est alors sous le commandement de son oncle, Sir Francis Wheler. Il prend part à la guerre de la Ligue d'Augsbourg et, si sa présence à la bataille du cap Béveziers n'est pas établie avec certitude, il est bataille de Barfleur. Une fois la paix revenue, Mathews sert à bord du HMS Portland sous les ordres du captain James Littleton en 1697 et, le 31 octobre 1699, le vice-amiral Matthew Aylmer le nomme au grade de lieutenant à bord de son vaisseau amiral, le HMS Boyne. Il sert sous Aylmer dans la Méditerranée, avant de passer sur le HMS Deale Castle en 1700. Mathews sert ensuite sous les ordres de John Graydon dans les Indes occidentales, avant d'être promu par ce dernier au commandement du HMS Yarmouth, un poste qu'il occupe à compter du 24 mai 1703.

## Commandant
Il commande le HMS Kingsale dans la Manche en 1704 et, en octobre 1708, il reçoit le commandement du HMS Gloucester. Le prochain bâtiment qui lui sera confié est le HMS Chester, un vaisseau neuf, qui est rattaché à la Channel Fleet commandée par Lord Berkeley. La flotte rencontre une petite escadre française conduite par René Duguay-Trouin au début de l'année 1709. Les Britanniques lancent la chasse, parvenant à reprendre un vaisseau britannique à Duguay-Trouin, le HMS Bristol, et à capturer un vaisseau français, La Gloire
Mathews et le Chester reçoivent l'ordre d'intégrer la flotte envoyée pour capturer la Nouvelle-Écosse sous les ordres du commodore George Martin en 1710, au retour de Martin en Angleterre, il assume le commandement de l'escadre. Il rejoint Sir Hovenden Walker à Boston à l'été 1711, et escorte un convoi jusqu'à New York. Le HMS Chester est gravement endommagé par une violente tempête au cours de cette mission, et est renvoyé en Angleterre pour réparations. Mathews cesse de servir en mer, et passe quelques années dans la propriété familiale de Llandaff Court.
Il revient au service actif en janvier 1718, au début de la guerre contre l'Espagne; il reçoit - à titre temporaire - le commandement du HMS Prince Frederick, pendant que la construction d'un nouveau vaisseau, HMS Kent, était terminée. Il reçoit le commandement du Kent le 31 mars 1718, et rejoint la flotte de l'amiral Byng en Méditerranée. Il participe à la bataille du cap Passaro en 1718, et est par la suite détaché à la tête d'une escadre avec pour ordre de bloquer le port de Messine. En chemin, il parvient à intercepter la flotte du vice-amiral George Camocke, un Britannique engagé au service du royaume d'Espagne. Camocke parvient à échapper à la capture en fuyant dans une petite embarcation au mois de janvier. Les escadres britanniques restent dans les eaux de la Sicile jusqu'à l'automne 1720, date à laquelle Mathews et Byng rentrent en Angleterre.
Entre 1722 et 1724, il commande une petite escadre envoyée dans les Indes orientales pour expulser l'amiral Kanhoji Angria de la côte de Malabar. La présence de ses vaisseaux contraint Angria à réduire son activité, mais les Britanniques ne parviennent pas à se rendre maître de ses places fortes. L'escadre commandée par Mathews soutient les troupes portugaises de Goa dans les attaques qu'elles mènent contre les forteresses marathe à Vijaydurg et Kolaba, mais ces attaques sont repoussées. Mathews retourne ent Angleterre en 1724 et quitte la Navy, il ne reçoit plus aucun commandement ni promotions. Cette inactivité dure jusqu'en 1736, il est alors nommé commissaire aux chantiers navals de Chatham, bien que cette charge soit considérée comme un emploi civil et non militaire.

## Guerre de Succession d'Autriche
Le déclenchement de la guerre avec l'Espagne et la menace de guerre imminente avec la France, au début de la guerre de Succession d'Autriche conduit Mathews à revenir au service actif, avec une promotion au grade de Vice Admiral of the Red le 13 mars 1741. Il reçoit un commandement dans la Méditerranée, et est fait ministre plénipotentiaire de Charles Emmanuel III, roi de Sardaigne, et d'autres cours d'Italie. Cette nomination est quelque peu inattendue, Mathews ne s'était pas particulièrement distingué au combat, et n'avait pas servi dans la marine pendant un grand nombre d'années. Son commandant en second dans la Méditerranée est le contre-amiral Richard Lestock, un homme que Mathews connaissait depuis l'époque où il était commissaire à Chatham, et que Lestock commandait le navire de garde stationné dans le fleuve Medway. Les deux hommes ne s'entendaient pas bien, et lorsqu'il reçoit son commandement en Méditerranée, et que Lestock devient son subordonné, Mathews demande que ce dernier soit affecté ailleurs, une demande qui est rejetée par l'Amirauté.
Les deux hommes continue à avoir des désaccords alors qu'ils se trouvent en Méditerranée, cependant les missions diplomatiques confiées à Mathews empêchent que ses désaccords ne débouchent en conflit ouvert. En 1742, Mathews envoie une petite escadre à Naples pour empêcher le Charles, futur roi d'Espagne, à rester neutre. Cette dernières est commandée par le commodore William Martin, qui refuse d'enter en négociations, et donne au futur roi une demi-heure pour lui donner une réponse. Les Napolitains sont contraints d'accéder aux revendications britanniques
En juin 1742, une escadre de galères espagnoles, qui s'était réfugiée en baie de Saint-Tropez, est brûlée par le feu des vaisseaux de la flotte de Mathews. Dans le même temps, une escadre de vaisseaux espagnols avait trouvé refuge à Toulon, et est aperçue par les Britanniques depuis les îles d'Hyères. Le 21 février 1744 (New Style, 10 février Old Style). Les Espagnols reprennent la mer, avec le renfort de vaisseaux français. Mathews, qui était revenu à bord de son vaisseau amiral, lance la chasse, la bataille a lieu les 22 et 23 février.

### Bataille du cap Sicié

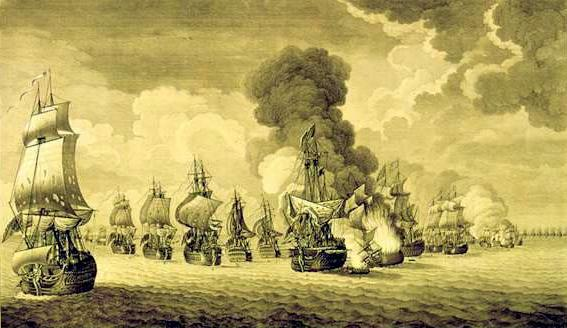
La bataille de Toulon, par Diego de Mesa

Les flottes ennemies avaient été dispersées par une légère brise alors que les Britanniques approchaient, et se préparaient à livrer bataille. Le 21 février au soir, Mathews ordonne la formation de la ligne de bataille, mais cette dernière n'était toujours pas formée à la tombée de la nuit. Le 22 février, au lever du jour, Matthews renouvelle son signal de « former la ligne ». À 7 h 30, il arbore un pavillon blanc à son mât de pavillon pour signaler à Lestock de forcer de voiles. C'est le signal no 12 des Instructions de combat. S'il avait voulu faire signe à Rowley, escadre bleue, il aurait arboré un pavillon bleu au même endroit. Lestock ne réagit pas. Mathews envoie alors un lieutenant dans un canot pour donner son ordre de vive voix. Sans résultat, même après un deuxième envoi de canot. Peu après, Mathews renvoie le signal « former la ligne de bataille ». Pour cet ordre, c'est un pavillon union-jack envoyé à la corne d'artimon et appuyé d'un coup de canon. Ce signal va rester en place jusqu'à la fin du combat et jouera un rôle dans la piètre prestation des marins britanniques.
Les deux lignes de vaisseaux courent sur des routes parallèles, plein sud, espacés d'environ 3 milles nautiques. L'amiral britannique constate que les Français suivent ses changements de voilure pour rester à son niveau et l'empêcher de viser les Espagnols. Vers midi, rien n'a changé et Mathews craint que les Français ne cherchent simplement à l'éloigner, l'attirer au large pour permettre aux Espagnols de passer leurs troupes en Italie sans risque.
Vers midi, l'amiral britannique décide de passer à l'attaque. Il vire à tribord, droit sur la ligne française, entraînant son escadre en ligne de front vers les Franco-Espagnols. Mais le signal de former la ligne flotte toujours à son mât d'artimon...
En conséquence le contre-amiral Rowley, qui commande l'avant-garde, ne comprend pas trop la manœuvre. Il vire à tribord, imitant son chef, mais les quatre navires de tête continuent sur le même cap. Probablement pour éviter que les Français virent et puissent prendre entre deux feux l'escadre britannique qui se dirige vers les Espagnols.

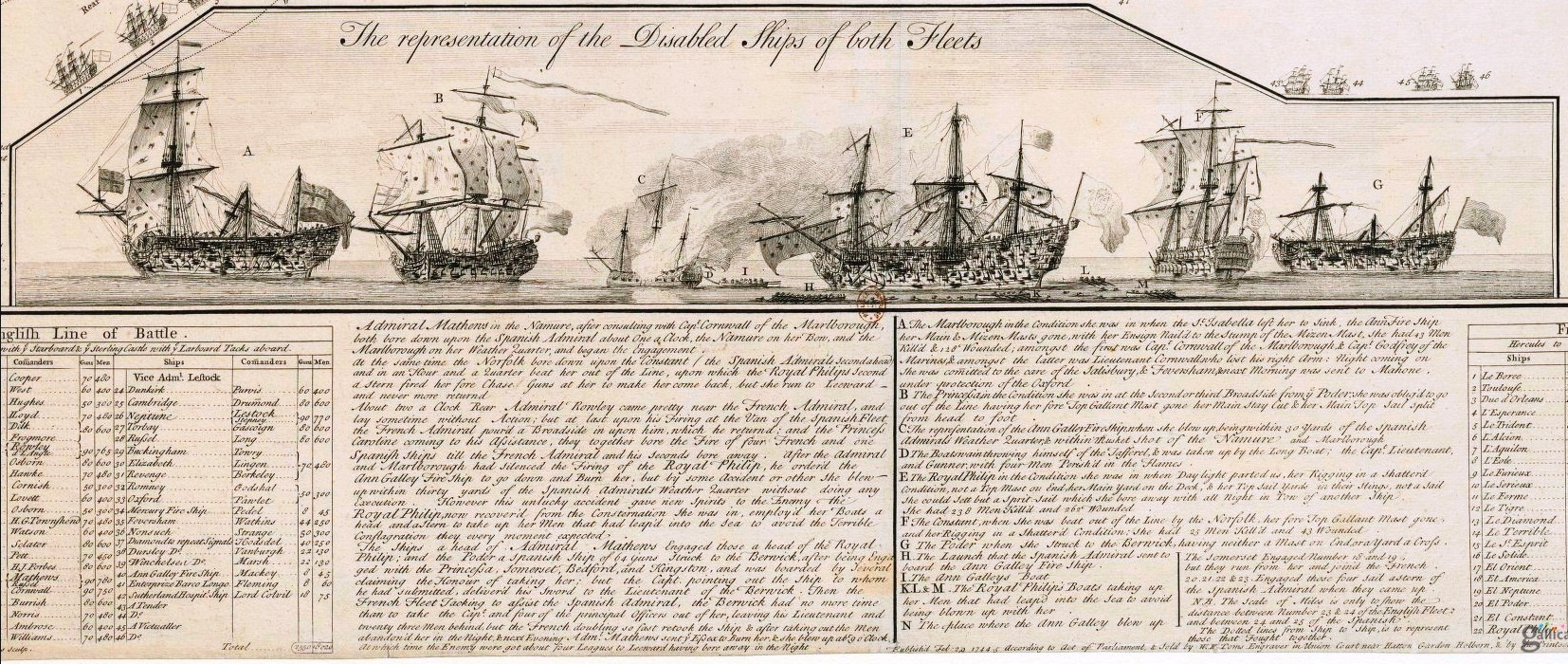
Gravure anglaise présentant les navires des deux flottes les plus abimés par le combat.

Les Britanniques ont l'avantage du vent, un vent de Nord-est, la flotte franco-espagnole navigue cap au sud. Les Britanniques l'attaquent sur son flanc gauche. C'est conforme à la tactique britannique habituelle : en se plaçant du côté du vent, on est maître du moment et du lieu de l'attaque. Pour les Français, la tactique habituelle est d'être sous le vent. Cela permet de se dégager plus facilement ; les pièces d'artillerie du côté du vent ont moins de risque de se retrouver trop bas et la fumée des coups de canon ne vient pas boucher la vue de l'ennemi. Les Britanniques visent l'escadre espagnole, profitant de l'espace existant entre celle-ci et le centre français. Le HMS Namur de Rowley affronte le Real Felipe. C'est encore un respect des traditions qui voient les chefs s'affronter directement.
Dans le combat, les navires britanniques continuent de respecter les signaux faits par Mathews. Ils restent en gros sur une même ligne, sans chercher à manœuvrer pour accabler successivement les navires espagnols.
Mathews oppose donc deux de ses escadres, blanche et rouge, à la seule escadre bleue, espagnole. Lestock, qui commande l'escadre bleue britannique, et qui déteste son chef suit l'ordre reçu « former la ligne de bataille », ignorant l'ordre suivant « engager le combat ». Il canonne, de loin, les derniers navires espagnols.

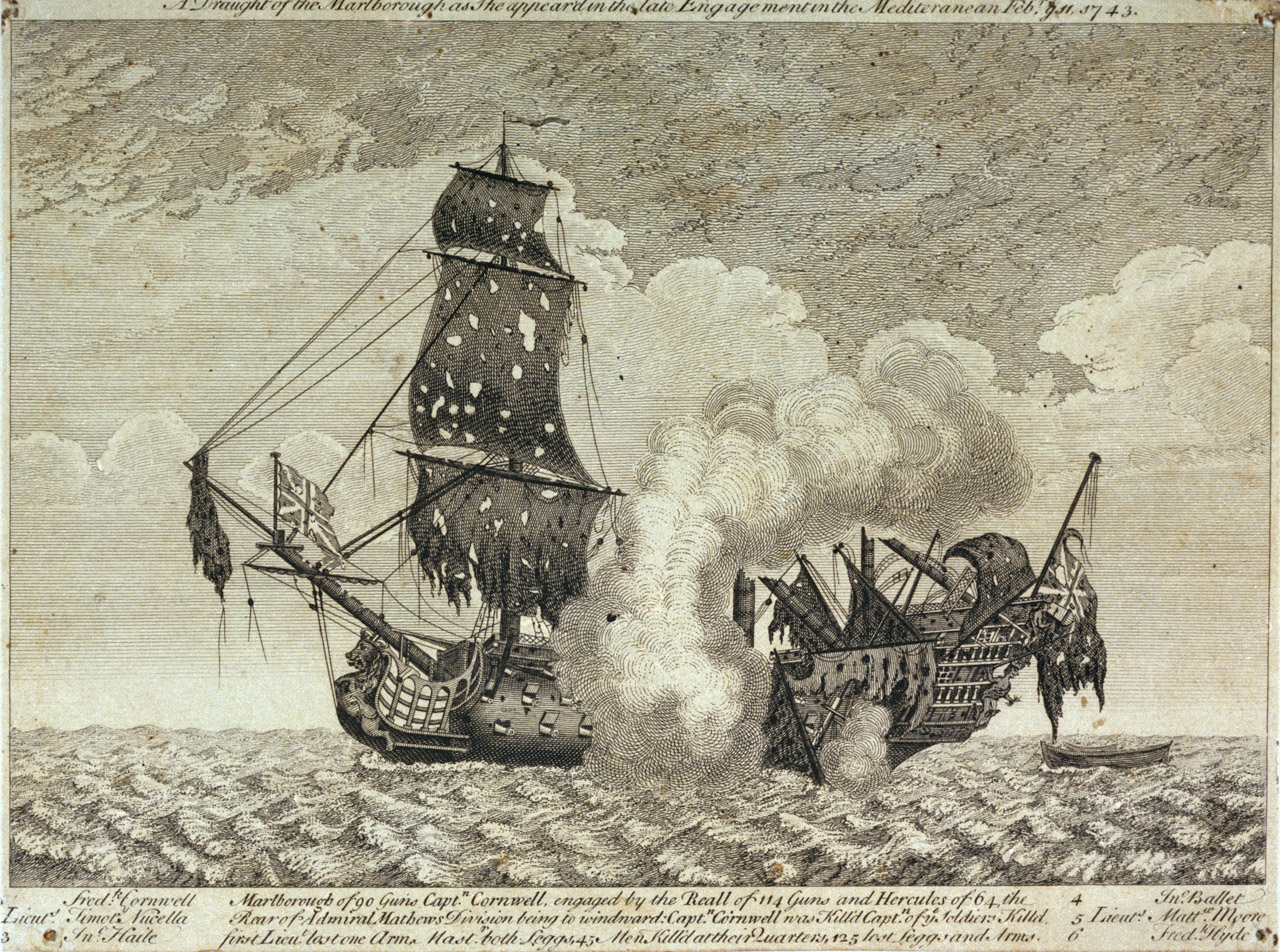
Le HMS Marlborough (90 canons) après la bataille. Le vaisseau anglais est totalement hors de combat. (Auteur inconnu)

La canonnade cause des dégâts de part et d'autre. Le HMS Hercules supporte l'attaque de trois vaisseaux britanniques et doit sortir de la ligne. Le Poder, navire de compagnie, soutient l'attaque du HMS Somersert, 80 canons. Puis il doit se mesurer aux HMS Bedford, HMS Dragon et HMS Kingston. Il finit par amener son pavillon devant le HMS Berwick de Hawke. Du côté britannique, c'est le HMS Marlborough qui souffre le plus, avec plus de 150 hommes tués ou blessés, quasiment démâté.
Les Britanniques utilisent un brûlot, Ann Galloway. Il traverse la ligne britannique, grand largue, et vise le navire amiral espagnol, le trois-ponts Real Felipe qui échange bordée sur bordée avec le Namur. Le navire de Don José Navarro est dégagé par le Brillante, son matelot d'arrière qui canonne le brûlot et le fait exploser sans qu'il ne cause de dommages. Le lieutenant Mackey, commandant, l'artificier et 4 marins sur les 45 hommes d'équipage sont tués dans l'explosion.
Quand l'amiral français, non engagé, signale à son avant-garde de virer pour prendre les Britanniques entre deux feux, il est 15 h 0. Ce qui prend du temps car Gabaret, dans un premier temps, ne voit pas le signal. Les 3 premiers vaisseaux français commencent à virer puis, voyant que leur chef ne manœuvre pas, reprennent le cap initial. Court réitère son ordre. Quand Gabaret l'exécute, il vire « en succession » alors que l'ordre était de virer simultanément.
Rowley signale alors à ses navires de virer à leur tour. Les Français passent à portée de mousquet de l'arrière des trois navires de tête britanniques mais ne tirent pas. Au passage, les Franco-Espagnols reprennent possession du Poder, avant même que Hawke ait pu retirer son équipage de prise, mais le navire est tellement avarié qu'il sera coulé le lendemain. Matthews fait virer ses navires à son tour et l'action prend fin.
Le lendemain, 24 février, la flotte franco-espagnole est hors de portée, et Mathews retourne en rade d'Hyères, et de là met les voiles en direction de Port Mahon, ou il arrive au début du mois de mars.

## Enquête et renvoi
L'échec de la flotte britannique à infliger une défaite à une flotte ennemie pourtant inférieure a des conséquences significatives. La flotte espagnoles parvient à ravitailler en hommes et en vivres les armées espagnoles présentes en Italie, permettant à ces dernières d'y maintenir leur supériorité. Cet événement a un écho considérable en Grande-Bretagne. La Chambre des Communes envoie une pétition au Roi George II pour lui demander la tenue d'une enquête publique, et une douzaine de capitaines passent en cour martiale et son dégradés. Lestock passe également devant une cour martiale, et accuse Mathews d'être responsable de ce fiasco. Grâce aux soutiens influents dont il dispose au gouvernement, il est acquitté et se voit offrir de nouveaux postes de commandement. Mathews est jugé en 1746, il est accusé de s'être présenté avec une flotte désorganisée, d'avoir fui l'ennemi, et d'avoir échoué à contraindre l'ennemi au combat quand les conditions lui étaient avantageuses. Sa défense parvient à démontrer qu'il avait combattu avec bravoure, mais il est néanmoins jugé coupable des charges portées contre lui. Le verdict est rendu en juin 1747, et Mathews est renvoyé de la Navy.
Mathews se consacre alors à l'entretien de sa propriété de Llandaff, et ne semble pas avoir été affecté outre mesure par les conclusions de la cour martiale. Il considère alors que son inculpation est davantage le résultat de manœuvres politiciennes qu'une condamnation de sa conduite. Mathews déménage à Bloomsbury Square en 1749, où il meurt le 2 octobre 1751. Il est enterré à l'église St. George (Bloomsbury) (en).

## Personnalité
La personnalité de l'amiral Mathews fait l'objet d'études, en particulier pendant son procès en cour martiale après la défaite de Toulon. Ses détracteurs l'accusent alors d'être impétueux, emporté et incapable de mener à bien la tâche complexe qui consiste à commander une flotte pendant la bataille, et que ces traits de caractères étaient responsable de la défaite. Horace Walpole, dans sa correspondance avec Sir Horace Mann, écrit que « Mathews croit que la Providence s'incarne dans le bœuf et le pudding, aime les combats de boxe et les courses de taureaux, et boit le brouillard à la santé de la vieille Angleterre. »,. Dans son discours devant la Chambre des Communes, Walpole déclare que « Mathews n'est rien d'autre qu'un camarade chaud, courageux, impérieux, terne et confus. », Mann, qui s'était fortement opposé à la façon dont la neutralité de Naples avait été violée pendant que Mathews commandait les flottes britanniques en Méditerranée, déclare lui : « Il est merveilleux de voir à quel point l'amiral Mathews manque de sens commun, de bonnes manières, et de la connaissance du monde. Il ne comprend rien, en dehors de Oui ou Non, et ne connaît pas de juste milieu » ,. Walpole et ses correspondants, surnomment — dans leurs lettres — Mathews Il Furibondo. Malgré ces critiques, ceux qui connaissaient Mathews personnellement, tout en reconnaissant qu'il pouvait avoir un tempérament emporté, le décrivaient comme un homme « chaleureux, gentil et affectueux; un magistrat lucide, un agriculteur capable, et un sportif passionné »,.

## Famille et descendance
Mathews épouse Henrietta Burgess, originaire d'Antigua, en 1705. Le couple a un fils, Thomas, qui devient major dans la British Army. Thomas Gainsborough fait son portrait vers 1772, conservé au Musée des Beaux-Arts de Boston. Gainsborough dans une lettre, qualifie Mathews de canaille pour avoir harcelé sexuellement la chanteuse Elizabeth Linley. Cela explique sans doute que le portrait soit inachevé.
Henrietta meurt vers 1740, et Mathews se remarie vers 1745, à Millicent Powell.

## Sources et bibliographie
- (en) Cet article est partiellement ou en totalité issu de l’article de Wikipédia en anglais intitulé « Thomas Mathews » (voir la liste des auteurs).
- (en) « Thomas Mathews », dans Encyclopædia Britannica [détail de l’édition], 1911 (lire sur Wikisource).
- (en) J. K. Laughton, Oxford Dictionary of National Biography, vol. 37, Oxford University Press, 1894, « Mathews, Thomas (1676-1751) »
- (en) J. K. Laughton, Oxford Dictionary of National Biography, 2004 (présentation en ligne), « ‘Martin, William (c.1696–1756)’, rev. A. W. H. Pearsall »